# Morro Dois Irmãos (Rio de Janeiro)
Morro Dois Irmãos é uma formação rochosa no bairro do Vidigal, no Rio de Janeiro. Seu topo com 533 metros de altitude acima do nível do mar é mais alto que o Pão de Açúcar (395 m) porém inferior ao Corcovado (704 m) este pode ser atingido por meio de uma trilha de 1,5 km de extensão. Também no parque se encontram uma escultura assinada por Oscar Niemeyer e um memorial dedicado pela Air France em homenagem às vítimas do voo AF-447.
O morro atrai turistas que desejam seguir pela trilha que leva ao seu topo. Do alto é possível ver toda a extensão das praias do Leblon, Ipanema e Copacabana, a Lagoa Rodrigo de Freitas, a Gávea, o Cristo Redentor, a comunidade da Rocinha e o bairro de São Conrado. O acesso à trilha se situa próximo ao Campo do Vidigal e do Anfiteatro Vila Olímpica, e o trajeto até o topo dura em torno de 50 minutos.[carece de fontes?]

## História
Em seu entorno foi criado, em 1992, o Parque Natural Municipal do Penhasco Dois Irmãos, que ocupa uma área de 39,55 hectares. As terras vizinhas, que haviam sido utilizadas nos séculos XV e XVI como pastos e lavouras, e em seguida transformadas em canaviais até o século XIX, foram loteadas para ocupação urbana na década de 1930. As casas e edifícios construídos na região deram origem ao que ficou conhecido como Alto Leblon. Desde 2011 o parque é autossuficiente energeticamente, graças à instalação de painéis de energia solar.

## Fauna e flora
A vegetação do parque inclui espécies ameaçadas de extinção, entre elas as orquídeas "orquídea das pedreiras", o "antúrio das pedras" e a "velózia branca", assim como diversos tipos de bromélias. A área é habitada por micos-estrela (Callithrix penicillata), esquilos  (Sciurus vulgaris), gambás (Mephitidae), morcegos (Microchiroptera), além de aves como a coruja orelhuda (Asio clamator), o gavião carijó (Buteo magnirostris), o pica-pau do campo (Colaptes campestris) e a Morpho peleides.

## Cultura popular

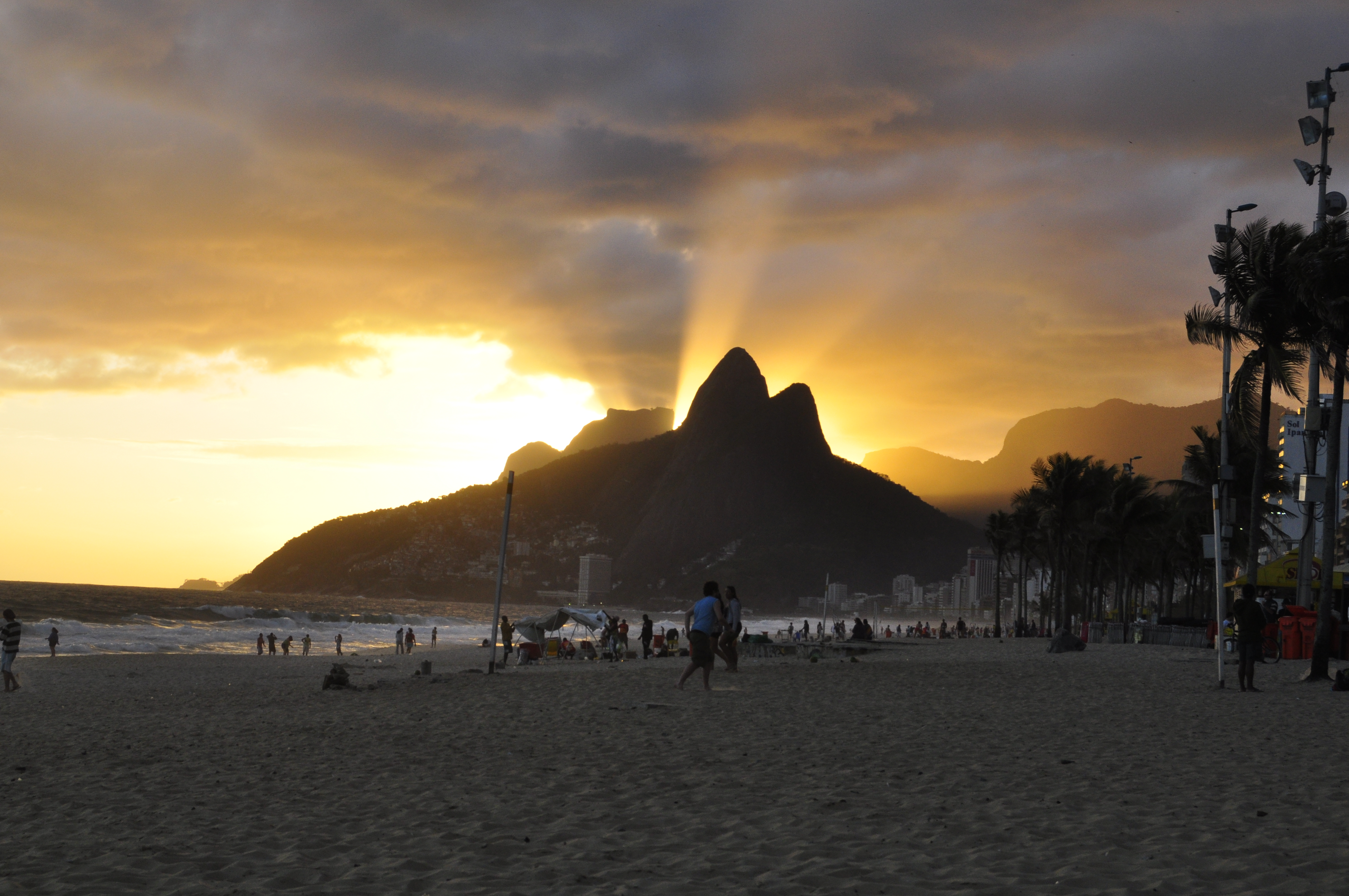
Morro Dois Irmãos visto da Praia de Ipanema

O pico foi citado por Chico Buarque na canção Morro Dois Irmãos ("Dois Irmãos, quando vai alta a madrugada/E a teus pés vão-se encostar os instrumentos") e também por Antônio Cícero, na letra de Virgem, de Marina Lima ("As luzes brilham no Vidigal/E não precisam de você/Os Dois Irmãos também não precisam").
Adrianana Calcanhoto relatou que se inspirou na iluminação artificial no morro  que foi realizada no ano de 1995 ou 1996, para a canção Âmbar, que foi encomendada pela cantora Maria Betânia.
Várias cenas do romance O Grande Dia, de Pierre Cormon, se passam em uma favela imaginária chamada Dois Irmãos.

## Trilha

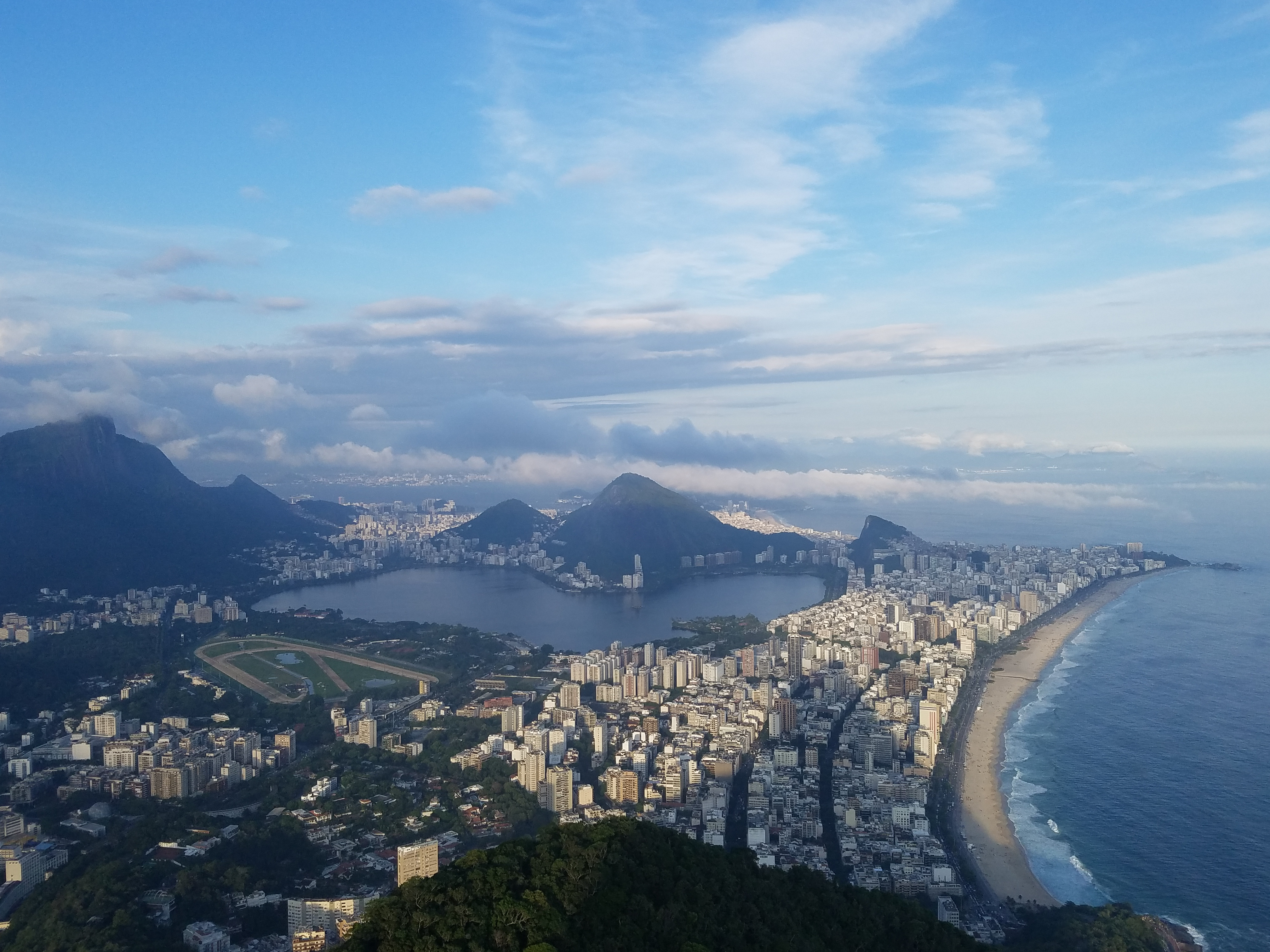
Vista do Morro dois Irmãos

A trilha do Morro Dois Irmãos é uma das que possuem melhor relação entre esforço físico e beleza. Não é muito exigente e compensa com visuais incríveis e ainda pouco conhecidos da Zona Sul carioca. Ao chegar ao topo você consegue ver o Rio de Janeiro em 360º, com vista para Rocinha, Pedra da Gávea, Pedra Bonita, São Conrado, Lagoa Rodrigo de Freitas e outros atrativos da Zona Sul. Ali você entende o porquê de falarem que a Lagoa Rodrigo de Freitas ter formato de coração, fica muito claro isso. Aproveite para descansar, tirar muitas fotos, fazer um lanche e repor suas energias para a descida. Para um melhor aproveitamento do dia e para guardar energias para a trilha, é possível ir mototaxi da Av. Niemayer até a base da trilha que sobe até o topo do Morro do Vidigal. Os mototaxistas oferecem capacete para uso no trajeto.